# Підтримка здійсненого вибору
У когнітивній науці, упередження підтримки здійсненого вибору або просто упередження підтримки вибору (англ. choice-supportive bias) — це тенденція «заднім числом» надавати позитивних властивостей варіанту, який був обраний. Ця тенденція є когнітивним упередженням. Наприклад, якщо людина купує комп'ютер Apple замість комп'ютера на Windows, вона ймовірно буде ігнорувати чи занижувати недоліки Apple і збільшувати недоліки комп'ютерів на Windows, і навпаки, перебільшувати принади Apple, і не помічати чи применшувати принади Windows. Аналогічна ситуація і у зворотньому випадку.
Те, що пригадується про рішення, може бути таким самим важливим, як і саме рішення, особливо при визначенні ступеня задоволення чи шкодування відносно прийнятого рішення. Дослідження показують, що процес вибору та запам'ятовування вибору утворює спогади, які мають тенденцію до викривлення передбачуваним чином. У когнітивній науці, одним з таких передбачуваних варіантів викривлення спогадів про вибір є пригадування позитивних аспектів як частини обраного варіанту (незалежно від того, чи такі позитивні аспекти були частиною такого варіанту) і негативних аспектів — як частини відкинутих варіантів. Після того, як вибір здійснений, наша оцінка його ефективності може бути упередженою, і вважається, що це може впливати на наше прийняття рішень в майбутньому. Такі упередження можуть зберігатися у нас в пам'яті як спогади, що є атрибуціями (приписуваннями), які ми робимо щодо нашого ментального досвіду, заснованого на їх суб'єктивних характеристиках, наших попередніх знаннях та віруваннях, мотиваціях та цілях, а також соціальному контексті. Справжні та хибні спогади формуються за однаковим механізмом, оскільки коли мозок обробляє та зберігає інформацію, він не може розрізнити, звідки вона була отримана.

## Загальне визначення
Упередження підтримки здійсненого вибору — тенденція пригадувати свій вибір кращим, ніж він насправді був, — коли люди мають тенденцію надавати надмірних позитивних якостей варіантам, які вони обрали, та негативних якостей — варіантам, які відкинули.

## Теорія
Експерименти в когнітивній науці та соціальній психології продемонстрували широку різноманітність упереджень у таких галузях як статистичне розмірковування, соціальна атрибуція та пам'ять.
Вважається, що викривлення спогадів на підтримку здійсненого вибору виникає під час пригадування та є результатом переконання: «Я обрав цей варіант, значить він мав бути кращим». Також можливо, що спогади на підтримку здійсненого вибору виникають, оскільки при здійсненні вибору людина звертає увагу лише на певні шматки інформації або через когнітивний дисонанс після вибору. Крім того, упередження також можуть виникати, оскільки вони тісно пов'язані з когнітивними операціями високого рівня та складними соціальними стосунками.
Викривлення спогадів часом може слугувати певній цілі, оскільки в наших інтересах може бути не пам'ятати окремі деталі події, а інші і повністю забути.

## Здійснення вибору
Метою вибору є як правило обрання найкращого варіанту, тому після здійснення вибору людина переважно підтримуватиме переконання, що обраний варіант був кращим за відкинуті. Кожен вибір має позитивні та негативні сторони, а процес вибору переважно покладається на минулий досвід, тому людина пам'ятатиме не тільки вибір, а й розмірковування, на підставі яких вона його здійснила.
У цьому процесі мотивація також може відігравати роль, оскільки коли людина пригадує свій вибір як найкращий, це може зменшити відчуття шкоди щодо такого вибору. Це може свідчити про наявність позитивної ілюзії, яка слугує доброму почуттю.

### Випадки, коли людина не контролює
Людина не завжди контролює, які варіанти для вибору будуть нею отримані, — люди часто мають вибір серед варіантів, запропонованих іншими, наприклад, завдання від керівництва, викладачі, призначені деканатом або місце відпочинку, обране іншими членами родини. Однак, у випадку, коли вибір нав'язується (випадково чи ні) веде до іншого набору з пізнання та атрибуцій пам'яті, які мають тенденцію надавати перевагу альтернативному (не отриманому) варіанту та можуть підкреслювати шкоду та розчарування.
Особливості:
- назначені варіанти: самостійний вибір або вибір, здійснений іншими за людину у її найкращих інтересах, може спонукати атрибуції пам'яті, що підтримують такий вибір. Поточні дослідження вказують на відсутність упередження підтримки вибору для назначених варіантів у такої людини[7]. Однак вибір, здійснений однією людиною за іншу у її найкращих інтересах, все ж мають упередження підтримки вибору у того, хто його здійснив.
- випадковий вибір: Якщо вибір робиться за людей випадковим чином, то вони не демонструють наявність упередження підтримки вибору[9], оскільки таке упередження має тенденцію до виникнення у процесі прийняття рішення.

## Як упередження підтримки здійсненого вибору корелює з «я»
На розуміння людини, хто вона є, значною мірою впливають спогади про вибори, які вона робила: обраний ВНЗ у порівнянні з відкинутими, обрана робота в порівнянні з тією, куди не пішов, обраний кандидат (у різних сферах життя) у порівнянні з необраним тощо. Спогади про обрані та про відкинуті альтернативи впливають на відчуття благополуччя людини — шкодування за необраними варіантами може кинути тінь на таке відчуття, а задоволення від правильного вибору може дозволити людині відчувати хороший вибір ще кращим.

### Позитивні ілюзії
Упередження підтримки вибору часто призводить до спогадів, які зображують «себе» у надмірно гарному світлі. У цілому, когнітивні упередження мають здатність дещо збільшувати наш відрив від реальності, оскільки межа між реальністю та вигадкою розмивається, коли мозок не може правильно пригадати певну подію. Позитивні ілюзії як правило м'які та є важливими чинниками нашого відчуття благополуччя, однак про їх існування як частини людської природи слід пам'ятати.

## Зберігання спогадів
Пригадування включає складну взаємодію між поточним оточенням, що людина очікує пригадати та що залишилось у пам'яті з минулого. Механізми мозку, яку слугують для зберігання спогадів та їх пригадування не завжди працюють надійно.
Існує вже достатньо доказів, що зміст спогадів може піддаватися систематичним змінам. По мірі плину часу та якщо спогад використовується не часто, він може забутися.
- Збереження спогаду: дослідження показують, що найкраще зберігаються приємні спогади, середньо — погані спогади, а найгірше — нейтральні. Такі нейтральні спогади є основою для втручання, що спричиняє викривлення, які (за наявними спостереженнями) не замішують конкретні спогади, а доповнюють та заповнюють «діри», коли спогади втрачаються[11]. Дослідження показали, що існує широкий спектр стратегічних та систематичних процесів для активації різних ділянок мозку для отримання з нього інформації.
- Достовірність спогаду: Люди мають здатність до самоперевірки спогадів, коли людина розмірковує над достовірністю пригаданого моменту питаючи себе, чи така подія навіть можлива[3]. Наприклад, якщо людина згадує, що бачила як свиня летить, вона вирішує, що спогад зі сну, оскільки в реальності свині не літають, однак спогад про таку подію у неї все одно є. Спогади не надають ідеальне відтворення того, що сталось, а лише реконструкцію різного ступеня точності[3].

## Задіяні ділянки мозку і вплив гормонів
Існує достатньо досліджень, які вказують, що мигдалеподібне тіло задіяне у ефективному впливі на спогади — емоційне збудження, як правило спричинене страхом, активує мигдалеподібне тіло і має наслідком зміну зберігання спогадів у інших ділянках мозку.
Однією з таких ділянок, на які чиниться вплив є передній мозок — він отримує вихідні дані від мигдалеподібного тіла та розраховує емоційну значимість стимулу, генерує емоційну реакцію та передає її до кори головного мозку. Це може змінити те, як нейрони реагуватимуть на майбутні «вихідні дані», а отже когнітивні упередження, такі як упередження підтримки вибору, можуть впливати на майбутні рішення.
Вплив гормонів стресу, таких як адреналін та глюкокортикоїди, передається за допомогою процесів, які стосуються мигдалеподібного тіла. В експериментах на щурах було показано, що коли щурам здійснювали систематична ін'єкції адреналіну під час їх тренування на виконання завдання, вони демонстрували покращену пам'ять про виконання такого завдання. В цілому, чим сильніша емоція, прив'язана до спогаду, тим з більшою ймовірністю спогад буде пригаданий, а викривлення будуть менші.

## Картування головного мозку
Для визначення різних ділянок мозку, які активуються під час пригадування конкретного спогаду, використовується сканування ПЕТ та фМРТ.
Так за допомогою фМРТ проводилось дослідження справжніх проти хибних спогадів — коли учасники експерименту перебували в фМРТ, їх просили пригадати ряд подій, щоб побачити, які ділянки мозку «підсвічуються». Коли людина пригадувала більшу кількість справжній спогадів, ніж хибних, апарат показував кластер активності, який охоплював праву верхню скроневу звивину та задню окципітальну долю. Однак, коли було навпаки (тобто людина пригадувала більшу кількість хибних спогадів, ніж правдивих), активувалась інша ділянка мозку — ліва інсула.

## Упередження підтримки здійсненого вибору зростає з віком
Дослідження показують, що з віком у людей змінюється процес пригадування — хоча загальні проблеми з пам'яттю типові для всіх, бо жоден спогад не є ідеально точним, у доросліших людей наявність упередження підтримки вибору є частішою, ніж у молодших.

### Старіння мозку
Звичайний процес старіння може супроводжуватись нервопатією передніх (фронтальних) ділянок мозку, які допомагають людині кодувати або використовувати спеціальні характеристики спогадів для здійснення суджень про їх джерело, контролюють особистість та здатність планувати події. Зміна цих ділянок може впливати на викривлення спогадів та регулювання емоцій.

### Регулювання емоцій
В цілому, більш старші дорослі з більшою ймовірністю, ніж молодші, пам'ятатимуть емоційні аспекти ситуацій. Наприклад, при опитуванні, направленому на вивчення характеристик спогадів, старші люди оцінили пригадувані події як такі, що мають більше дотичних думок та почуттів, ніж це зробили молодші. При старішанні людини, більшим пріоритетом стає регулювання особистих емоцій, а набуття знань стає мотивом меншої сили. Тому упередження підтримки вибору зростає, адже тепер у фокусі те, як людина почувалася щодо вибору, а не фактичні деталі варіантів для нього. Дослідження показали, що коли молодших дорослих просили запам'ятати/пригадати емоційний аспект вибору, ймовірність упередження підтримки вибору у них теж зростала.
Це може були пов'язано з тим, що старші люди більш схильні у спогадах демонструвати ефект позитивності.

### Покладання на знайомість
Більш дорослі люди більше, ніж молодші, покладаються на категоричне чи загальне знання про подію для того, щоб впізнати її окремі елементи. Доросліші також з меншою ймовірністю правильно пригадають контекстуальні риси подій, наприклад їх колір чи місце, де відбулись. Причиною може бути те, що на відміну від молодших, доросліші пригадують (або спираються на) меншу кількість характеристик, які ідентифікують джерело. Відповідно, доросліші вимушені частіше вгадувати або засновувати свою реакцію та менш детальній інформації, як от «знайомість». В результаті, якщо вони не можуть щось пригадати, вони з більшою ймовірність заповнять прогалини знайомими їм речами.

### Розуміння «суті»
Старші дорослі більше покладаються на пригадування «суті». Ряд досліджень вказує на те, що використання стереотипів чи загального знання для допомоги у запам'ятовуванні/пригадуванні події вимагає менше когнітивних зусиль, ніж покладання на інші типи інформації в пам'яті, а отже може потребувати менше зусиль по пригадуванню. Така зміна у напрямку процесів по пригадуванню «суті» може бути компенсацією до погіршення з віком пам'яті на деталі.

### Пригнічення
Епізодична пам'ять та пригнічення вважаються причинами зростання хибних спогадів з віком. Пригнічення спогаду може бути пов'язано з індивідуальними тонкістю слуху та тривалістю концентрації уваги. Якщо людина не може почути, що відбувається довкола неї, або не звертає на це досить уваги, спогад не може бути правильно збережений і відповідно правильно пригаданий.

## Приклади упередження підтримки здійсненого вибору

### Вибір між двома авто, що були у використанні
Генкель та Матер тестували роль переконань на момент пригадування щодо того, який варіант був обраний, надаючи учасникам експерименту декілька гіпотетичних сценаріїв, наприклад вибір між двома авто, які були у використанні.
Після того, як учасники зробили вибір, їх просили піти та повернутися через тиждень. Через тиждень Генкель та Матер нагадували учасникам, який вибір вони зробили у кожному сценарії та надавали їм перелік рис двох варіантів; ці переліки містили як риси, які були перелічені тиждень тому, так і нові позитивні та негативні. Після цього учасників просили зазначити, чи така риса є новою, і якщо ні, вона асоціюється з обраним ними варіантом чи з тим, який був відкинутий? Учасники надавали більше позитивних якостей тому варіанту, про який Генкель та Матер сказали, що саме він був обраний тиждень тому. Результати цього дослідження вказують, що переконання на час пригадування щодо того, який варіант був обраний, визначають риси, які будуть приписані, і те, наскільки яскраво вони будуть пригадані.

### Пригадування шкільних оцінок
Інше дослідження вивчало факт та викривлення у пам'яті шкільних оцінок. Зв'язок між фактом та викривленням вмісту автобіографічної пам'яті був досліджений на основі перевірки 3 220 оцінок старших класів школи 99 студентами першого курсу коледжу. Дослідження показало, що більшість помилок завищували фактичні шкільні оцінки, що вказує на те, що викривлення мають позитивний та емоційно-схвальний напрямок. Крім того, дослідження показало, що процес викривлення не призводить до втрати неприємного спогаду про отримання поганої оцінки, тому що відсутня кореляція між процентом точності пригадування та ступенем викривлення. Це вказує, що викривлення спогадів про шкільні оцінки виникає після того, як вміст спогаду був забутий за допомогою іншого механізму.
Було проведено багато аналогічних досліджень. Цікавим є дослідження пригадування оцінок в коледжі, яке охоплює понад 50 років. У цьому дослідженні 276 випускників через 1-54 роки правильно пригадали 3 025 з 3 967 оцінок, які вони отримали в коледжі. Кількість помилок зростала зі зростанням періоду між закінченням коледжу та пригадуванням, а кращі в минулому студенти робили менше помилок. Точність пригадування зростала при більшій впевненості у пригадуванні. 81% помилок завищували фактичну оцінку. Дані дослідження вказують на те, що викривлення починаються невдовзі після випуску, залишаються незмінними протягом періоду з того часу та є більшими у кращих студентів та для предметів, які студентам найбільше подобалися.

## Методи тестування упередження підтримки здійсненого вибору

### Тести на пам'ять з написаними сценаріями
Дослідники використовували сценарії, в яких учасники експерименту повинні були зробити вибір між двома варіантами. Пізніше через певний проміжок часу, у тестуванні пам'яті, учасникам давали перелік позитивних та негативних рис, деякі з яких були в сценарії, а деякі були новими. Упередження підтримки вибору демонструється, коли і правильні, і хибні позитивні атрибуції приписуються обраному варіанту, а негативні — відкинутому.
- Омана: Генкель та Матер (публікація 2007 р.) з'ясували, що надання учасникам хибних нагадувань щодо того, який варіант вони обрали у попередній сесії експерименту, вело до того, що варіант, який їм сказали був обраний, ставав кращим за другий. Це свідчить про те, що упередження підтримки вибору переважно виникає при пригадування минулих виборів, а і в меншій мірі є результатом упередженої обробки інформації на час вибору.

### Парадигма Діза/Рьодігера-МакДермотт
Парадигма Діза/Рьодігера-МакДермотт (англ. Deese-Roediger-McDermott paradigm) стосується формування хибних спогадів. Учасник слухає, як експериментатор зачитує перелік тематично пов'язаних слів (напр., стіл, диван, лампа, полиця); через деякий час експериментатор зачитує певне слово і питає, чи воно було у переліку. Якщо слово є критичною приманкою (тобто тематично пов'язано з переліком, але насправді було у ньому відсутнє — напр. крісло), учасники часто стверджують, що таке слово у переліку було, фактично зазначаючи, що вони «чули» як експериментатор при зачитуванні переліку його промовляв. Неправильні відповіді «так» на критичні приманки (їх часто ще називають «хибні спогади») дуже часті при стандартних умовах вивчення парадигми.

## Зв'язок з когнітивним дисонансом
Теорія когнітивного дисонансу передбачає, що людина має мотиваційне прагнення зменшити дисонанс. Упередження підтримки вибору потенційно пов'язано з аспектом когнітивного дисонансу, який досліджував Джек Брем 1956 року, під назвою «дисонанс після рішення» — тут упередження підтримки вибору може бути шляхом зменшення конфлікту між «Я надаю перевагу X» та «Я вже обрав Y».

## Зменшення упередження
Дослідження «ефекту леді Макбет» показало, що упередження підтримки здійсненого вибору зменшується, якщо учасники експерименту щось мили (як леді Макбет мила руки, оскільки їй здавалося що вони в крові).